# Toyota/Save Mart 350
De Toyota/Save Mart 350 is een race uit de NASCAR Sprint Cup. De race wordt jaarlijks gehouden op de Sonoma Raceway over een afstand van 219 mijl of 352,2 km. De eerste editie werd gehouden in 1989 en gewonnen door Ricky Rudd. Het is samen met de race op Watkins Glen de enige race in het kampioenschap die op een wegcircuit gereden wordt.

## Namen van de race
- Banquet Frozen Foods 300 (1989 - 1991)
- Save Mart 300K (1992)
- Save Mart Supermarkets 300K (1993)
- Save Mart Supermarkets 300 (1994 - 1997)
- Save Mart/Kragen 350 (1998 - 2000)
- Dodge/Save Mart 350 (2001 - 2006)
- Toyota/Save Mart 350 (2007 - heden)

## Winnaars
| Jaar                        | Winnaar                  | Auto                     |
| Banquet Frozen Foods 300    | Banquet Frozen Foods 300 | Banquet Frozen Foods 300 |
| --------------------------- | ------------------------ | ------------------------ |
| 1989                        | Ricky Rudd               | Buick                    |
| 1990                        | Rusty Wallace            | Pontiac                  |
| 1991                        | Davey Allison            | Ford                     |
| Save Mart 300K              |                          |                          |
| 1992                        | Ernie Irvan              | Chevrolet                |
| Save Mart Supermarkets 300K |                          |                          |
| 1993                        | Geoffrey Bodine          | Ford                     |
| Save Mart Supermarkets 300  |                          |                          |
| 1994                        | Ernie Irvan              | Ford                     |
| 1995                        | Dale Earnhardt           | Chevrolet                |
| 1996                        | Rusty Wallace            | Ford                     |
| 1997                        | Mark Martin              | Ford                     |
| Save Mart/Kragen 350        |                          |                          |
| 1998                        | Jeff Gordon              | Chevrolet                |
| 1999                        | Jeff Gordon              | Chevrolet                |
| 2000                        | Jeff Gordon              | Chevrolet                |
| Dodge/Save Mart 350         |                          |                          |
| 2001                        | Tony Stewart             | Pontiac                  |
| 2002                        | Ricky Rudd               | Ford                     |
| 2003                        | Robby Gordon             | Chevrolet                |
| 2004                        | Jeff Gordon              | Chevrolet                |
| 2005                        | Tony Stewart             | Chevrolet                |
| 2006                        | Jeff Gordon              | Chevrolet                |
| Toyota/Save Mart 350        |                          |                          |
| 2007                        | Juan Pablo Montoya       | Dodge                    |
| 2008                        | Kyle Busch               | Toyota                   |
| 2009                        | Kasey Kahne              | Dodge                    |
| 2010                        | Jimmie Johnson           | Chevrolet                |
| 2011                        | Kurt Busch               | Dodge                    |
| 2012                        | Clint Bowyer             | Toyota                   |
| 2013                        | Martin Truex jr.         | Toyota                   |

Huidige races:
Can-Am Duel ·
Daytona 500 ·
Subway Fresh Fit 500 ·
Kobalt Tools 400 ·
Food City 500 ·
Auto Club 400 ·
STP Gas Booster 500 ·
NRA 500 ·
Aaron's 499 ·
Toyota Owners 400 ·
Bojangles' Southern 500 ·
FedEx 400 ·
Coca-Cola 600 ·
STP 400 ·
Pocono 400 ·
Quicken Loans 400 ·
Toyota/Save Mart 350 ·
Coke Zero 400 ·
Quaker State 400 ·
Camping World RV Sales 301 ·
Brickyard 400 ·
Gobowling.com 400 ·
Cheez-It 355 at The Glen ·
Pure Michigan 400 ·
Irwin Tools Night Race ·
AdvoCare 500 (Atlanta Motor Speedway) ·
Federated Auto Parts 400 ·
Geico 400 ·
Sylvania 300 ·
AAA 400 ·
Hollywood Casino 400 ·
Bank of America 500 ·
Camping World RV Sales 500 ·
Goody's Headache Relief Shot 500 ·
AAA Texas 500 ·
AdvoCare 500 (Phoenix International Raceway) ·
Ford EcoBoost 400

Voormalige races:

Buddy Shuman 276 ·
Budweiser 400 ·
Budweiser NASCAR 400 ·
Columbia 200 ·
Coors 420 ·
First Union 400 ·
Greenville 200 ·
Hickory 276 ·
Kobalt Tools 500 (Atlanta Motor Speedway) ·
Los Angeles Times 500 ·
Mountain Dew Southern 500 ·
Northern 300 ·
Pepsi 420 ·
Pepsi Max 400 ·
Pickens 200 ·
Pop Secret Microwave Popcorn 400 ·
Sandlapper 200 ·
Subway 400 ·
Tyson Holly Farms 400 ·
Winston Western 500